# Eudontomyzon vladykovi
Eudontomyzon vladykovi — вид міног. Іноді його вважають підвидом української міноги.

## Поширення
Вид поширений в Австрії, Німеччині, Чехії, Болгарії, Румунії, Сербії та Чорногорії. Мешкає в басейні верхнього і середнього Дунаю.

## Опис
Довжина тіла 12–18 см (максимально 21,2 см). Уздовж тіла лежить 61-67 міомерів. Хвостовий плавець лопатоподібний, безбарвний. Темно-сіра спина, черевце і боки сріблясто-білі.

## Спосіб життя
Малорухливий вид. Трапляється в чистих, добре насичених киснем гірських і підгірських потоках. Личинки живуть закопані в піщане або глиняне дно, багате детритом. Харчуються органічним сміттям. Личинки живуть 3,5-4,5 роки. Трансформація відбувається в період з липня по вересень. Нерест відбувається з березня по травень при температурі води 7-10 °С. Під час нього самці риють неглибокі гнізда в місцях зі спокійною течією. Після спаровування дорослі риби гинуть.

## Охорона
На більшій частині ареалу стан природних популяцій виду залишається більш-менш стабільним. Саме тому він, згідно Червоного списку МСОП, отримав охоронний статус «відносно благополучний вид». Але в окремих регіонах спостерігається тенденція до зниження чисельності популяції виду. Тому вид занесений до Бернської конвенції (Додаток ІІІ. Види фауни, що підлягають охороні), а також до Директиви Європейського Союзу 92/43/ЄС «Про збереження природних оселищ та видів природної фауни і флори» (Додаток II. Види рослин і тварин, що становлять особливий інтерес для Європейського Союзу, збереження яких потребує створення територій особливої охорони).